# Honduras i olympiska sommarspelen 2016
Honduras deltog med 26 deltagare vid de olympiska sommarspelen 2016 i Rio de Janeiro. Ingen av landets deltagare erövrade någon medalj.

## Boxning
Herrar
| Boxare        | Gren     | Omgång 1             | Omgång 2             | Kvartsfinal          | Semifinal            | Final                | Final            |
| Boxare        | Gren     | Motståndare Resultat | Motståndare Resultat | Motståndare Resultat | Motståndare Resultat | Motståndare Resultat | Placering        |
| ------------- | -------- | -------------------- | -------------------- | -------------------- | -------------------- | -------------------- | ---------------- |
| Teofimo Lopéz | Lättvikt | Oumiha (FRA) L 0–3   | Gick inte vidare     | Gick inte vidare     | Gick inte vidare     | Gick inte vidare     | Gick inte vidare |

## Friidrott
Förkortningar
- Notera– Placeringar avser endast det specifika heatet.
- Q = Tog sig vidare till nästa omgång
- q = Tog sig vidare till nästa omgång som den snabbaste förloraren eller, i fältgrenarna, genom placering utan att nå kvalgränsen
- NR = Nationellt rekord
- N/A = Omgången fanns inte i grenen
- Bye = Idrottaren behövde inte tävla i omgången

Bana och väg
| Idrottare        | Gren            | Heat     | Heat      | Semifinal        | Semifinal        | Final            | Final            |
| Idrottare        | Gren            | Resultat | Placering | Resultat         | Placering        | Resultat         | Placering        |
| ---------------- | --------------- | -------- | --------- | ---------------- | ---------------- | ---------------- | ---------------- |
| Rolando Palacios | Herrarnas 200 m | 21,32    | 7         | Gick inte vidare | Gick inte vidare | Gick inte vidare | Gick inte vidare |

## Judo
| Idrottare    | Gren                      | Omgång 1                | Omgång 2             | Kvartsfinaler        | Semifinaler          | Återkval             | Final / BM           | Final / BM       |
| Idrottare    | Gren                      | Motståndare Resultat    | Motståndare Resultat | Motståndare Resultat | Motståndare Resultat | Motståndare Resultat | Motståndare Resultat | Placering        |
| ------------ | ------------------------- | ----------------------- | -------------------- | -------------------- | -------------------- | -------------------- | -------------------- | ---------------- |
| Ramón Pileta | Herrarnas tungvikt +100kg | R Silva (BRA) L 000–110 | Gick inte vidare     | Gick inte vidare     | Gick inte vidare     | Gick inte vidare     | Gick inte vidare     | Gick inte vidare |

## Simning
| Simmare                | Gren                      | Heat    | Heat      | Semifinal        | Semifinal        | Final            | Final            |
| Simmare                | Gren                      | Tid     | Placering | Tid              | Placering        | Tid              | Placering        |
| ---------------------- | ------------------------- | ------- | --------- | ---------------- | ---------------- | ---------------- | ---------------- |
| Allan Gutiérrez Castro | Herrarnas 100 m fjärilsim | 55,20   | 39        | Gick inte vidare | Gick inte vidare | Gick inte vidare | Gick inte vidare |
| Sara Pastrana          | Damernas 200 m frisim     | 2.03,19 | 38        | Gick inte vidare | Gick inte vidare | Gick inte vidare | Gick inte vidare |

## Taekwondo
| Idrottare      | Gren             | Åttondelsfinaler              | Kvartsfinaler        | Semifinaer           | Återkval             | Final                | Final            |
| Idrottare      | Gren             | Motståndare Resultat          | Motståndare Resultat | Motståndare Resultat | Motståndare Resultat | Motståndare Resultat | Placering        |
| -------------- | ---------------- | ----------------------------- | -------------------- | -------------------- | -------------------- | -------------------- | ---------------- |
| Miguel Ferrera | Herrarnas −80 kg | Khodabakhshi (IRI) L 1–13 PTG | Gick inte vidare     | Gick inte vidare     | Gick inte vidare     | Gick inte vidare     | Gick inte vidare |